# Абсолютний нуль (фільм)
«Абсолютний нуль» (англ. Absolute Zero) — канадський фантастичний фільм-катастрофа 2006 р. режисера Роберта Лі і сценариста Сари Вотсон. Головні ролі виконували Джефф Фейхі й Еріка Еленьяк. Сюжет розгортається навколо полярного зсуву, який приносить новий льодовиковий період у Флориду та всюди в межах 30 градусів на північ і на південь від екватора.

## Сюжет
Під час досліджень сейсмонебезпечних зон на північному полюсі професор Девід Котцман приходить до жахливого висновку: протягом найближчих 48 годин велика частина Землі виявиться у владі страшного циклону, який перетворить планету на суцільне крижане пекло. Намагаючись запобігти катастрофі, він звертається до уряду, але врешті знаходить однодумців тільки серед своїх студентів і в особі колишньої дружини Брін. Майбутнє людства опиняється в руках жменьки людей, і на те, щоб врятувати його вже майже не залишилося часу.

## У ролях
- Джефф Фейгі — доктор Девід Котцман
- Еріка Еленьяк — Брін
- Білл Дау[en]— доктор Віт
- Джессіка Емлі[en]— Софі Міллер
- Майкл Райан[1] — Джефф Міллер
- Фред Еванвік[en] — Філіп
- Бріттні Ірвін[en]— Ей Джей Кармайкл
- Меттью Волкер[en]— Гершель Гіллеспі
- Вільям МакДональд[2] — Демпсі
- Джон Б. Лоу[3] — доктор Елдорн
- Клер Райлі[4] — геолог
- Скотт Белліс[en] — сейсмолог
- Ванеса Томасіно — секретар
- Крістофер Редман — студент
- Пол Джарретт — вчений
- Доун Чубай — диктор ТВ
- Джеймс Перселл — сенатор
- Крістофер Розамунд — Weather Tech

## Виробництво
Фільм був знятий у Ванкувері, Британська Колумбія, Канада.

## Критика
Рейтинг на сайті IMDb — 3,4/10. 

## Цікаві факти
- В університеті професор стверджує, що земна атмосфера має у собі 79% азоту. Насправді 78%.
- Незважаючи на мороз, відсутні сцени морозного дихання.
- Народ, який вийшов з будівлі INTER SCI, повинен був би замерзнути моментально, оскільки температура була вкрай низькою. Їх костюми були недостатньо міцні, щоб тримати в теплі і ізолювати від екстремальних температур.
- Коли сходи заповнені сміттям після катастрофи вертольота, говориться, що єдиний спосіб врятуватися — йти вниз, щоб вийти на вулицю. Насправді це порушення кількох пожежних кодів безпеки.